# 馮宿
冯宿（766年—836年），字拱之，唐朝婺州东阳县（今浙江省东阳市）人。
祖父冯智戴是冯盎的长子。贞元八年，与弟冯定還有從弟冯审、冯宽同時中进士，任武寧軍節度使（驻地在徐州）张建封的书记。元和十二年（817年），隨裴度征討吳元濟，被聘為節度判官。
長慶元年（821年），以刑部郎中知制誥。累官左散騎常侍兼集賢殿學士。大和二年（828年），任河南尹，有洛苑使姚文壽縱容部下侵擾百姓，被馮宿杖殺之。大和四年（830年），任工部侍郎，遷刑部侍郎，修《太和格後敕》五十卷。大和九年（835年），任劍南東川節度使，加強邊防，又築涪江堤壩，遏制水患。開成元年（836年）十二月三日卒。西安碑林有《冯宿碑》。

## 延伸阅读
[在维基数据编辑]
 在维基文库阅读此作者作品
 《舊唐書·卷168》，出自刘昫《舊唐書》
 《新唐書/卷177》，出自《新唐書》